# Führanlage

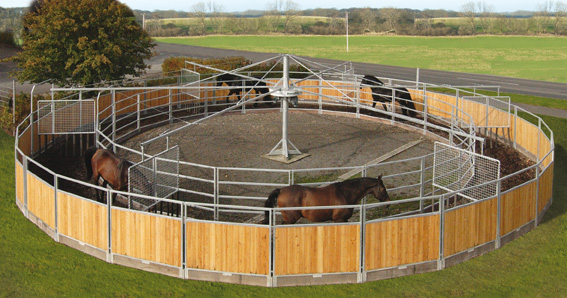
Runde Freilaufführanlage

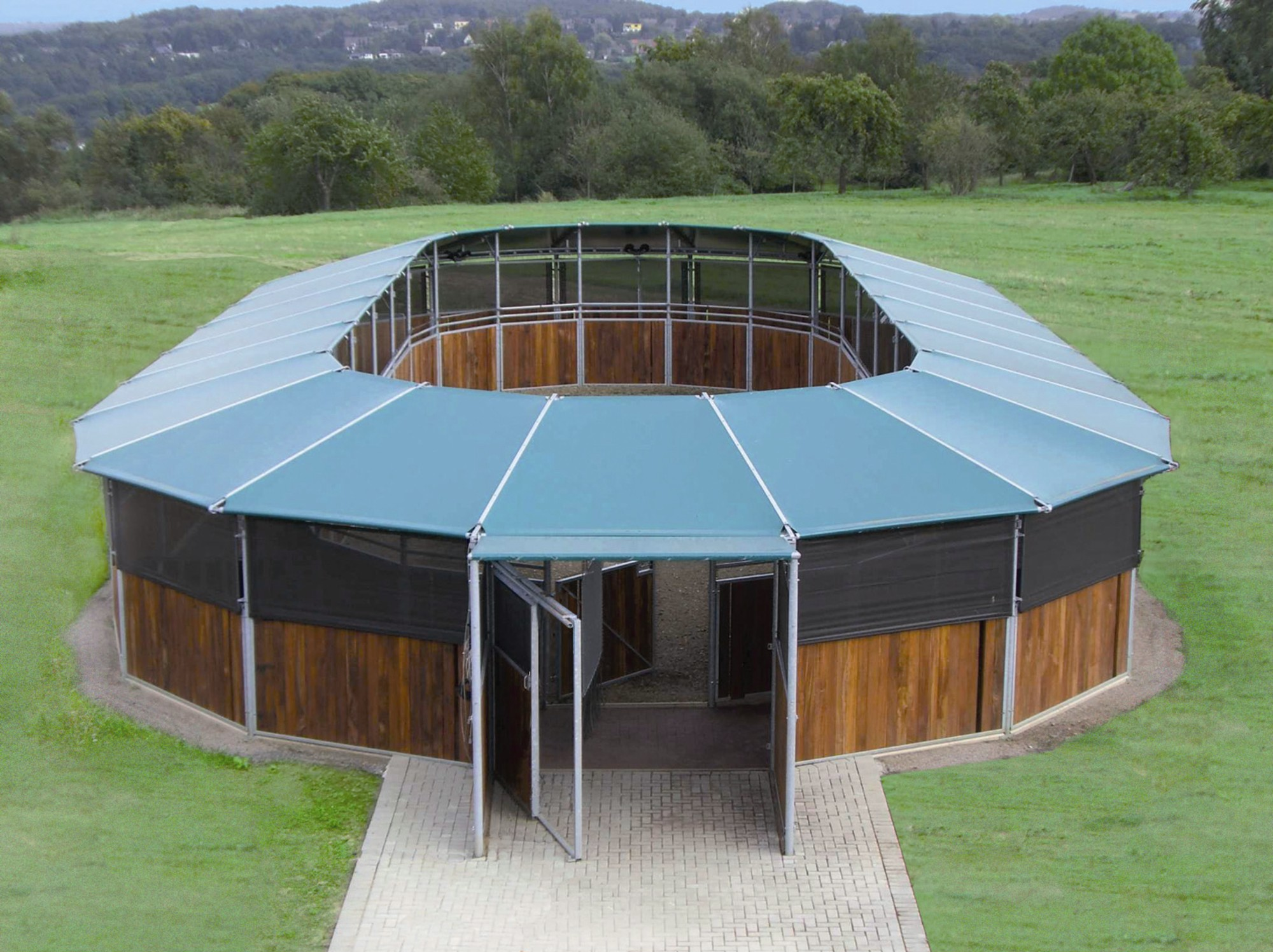
Ovalführanlage mit nutzbarem Innenraum

Eine Führanlage ist Teil einer Pferdesportanlage. Es handelt sich um ein ergänzendes Trainingsinstrument für Pferde. Die Pferde laufen angebunden oder frei in runder oder ovaler Laufspur.
Ähnlich wie Pferdelaufbänder dienen diese Anlagen dazu, Pferden zusätzliche Bewegung zu verschaffen. Dies kann zum Aufwärmen des Tieres vor oder zum Abtrocknen nach dem Training genutzt werden. Darüber hinaus können eine Steigerung von Kondition und Muskelaufbau oder eine Abwechslung vom Alltag erreicht werden. Eine Sonderform ist die Wasser-Führanlage. Führanlagen können und sollen das Reiten und/oder den Weideauslauf nicht ersetzen.
Überwiegend finden Führanlagen Anwendung in größeren Pferdepensionen, auf Profireitanlagen oder in Zuchtstationen.

## Abmessungen und Ausstattungen
Die Maße runder Führanlagen betragen in der Regel 15 Meter und größer. Die kleineren Anbindeführanlagen verschwinden zunehmend aus dem Bild der Pferdesportanlagen, da man diese lediglich zum Schritttraining verwenden kann.
Die größeren Anlagen heute sind Freilaufführanlagen. In Anlagen über 18 Meter oder ovalen Führanlagen können Pferde auch im Trab bewegt werden. Freilaufführanlagen sind in der Regel mit Treibgittern ausgestattet, um die Pferde in einem gleichmäßigen kontrollierten Tempo zu führen. Strom führende Treibgitter sind tierschutzwidrig. Wände aus Holz oder auch gemauerte Wände begrenzen die Laufspur. Die Laufspur selbst kann einen ähnlichen Aufbau wie ein Paddock haben und muss auch so gepflegt werden. Es kommen aber auch Gummi- oder Betonverbundpflaster sowie Hackschnitzel zum Einsatz. Alle Anlagen sind in der Regel mit einer Steuerung ausgestattet, die einen automatischen Richtungswechsel ermöglicht.

## Typen
Nach der Form ihrer Laufspur werden runde und ovale Führanlagen unterschieden. Freilaufführanlagen werden unterschieden in Boden-, Decken- und Gleitschienenführanlagen.

### Bodenführanlage
Bodenführanlagen bestehen aus einem zentralen Fuß und oben daran befestigten Armen mit Treibgittern.

### Deckenführanlage
Bei Deckenführanlagen befindet sich der Antrieb unter der Decke, was den Vorteil hat, dass der Innenraum ebenfalls genutzt werden kann, zum Beispiel als Longierhalle. Auch bereits bestehende Longierhallen können mit einer Deckenführanlage ausgestattet werden. Das Gewicht der Anlage muss beim Bau statisch berücksichtigt werden.

### Gleitschienen- oder Ringführanlagen
Gleitschienenführanlagen verfügen oberhalb der Lauffläche über einen angetriebenen Ring, der die Laufwagen mit den Treibgittern führt. Auch diese Anlagen bieten Platz im Innenraum, der als Lager oder Bewegungsraum genutzt werden kann. Diese Anlagen können rund oder oval errichtet werden. Der entscheidende Vorteil einer solchen Anlage ist, dass sie kein Fundament benötigt und Dinge umbaut werden können, die anderen Führanlagen im Weg wären (z. B. Bäume), da kein Antriebsturm notwendig ist. Diese Anlage kann sowohl im Freien als auch in einem bereits bestehenden Gebäude montiert werden.

### Ovale Führanlage
Ovale Führanlagen kommen überall da zum Einsatz, wo der Platz für eine Runde Anlage zu schmal ist oder auch besonders viel Länge vorhanden ist. Ovalführanlagen ermöglichen den Pferden längere Strecken geradeaus zu laufen. Häufig findet man diese Form der Führanlage auf Trainingsanlagen für Rennpferde. Je länger bzw. größer eine Anlage ist, umso mehr Pferde können darin trainiert werden.